# Villamos- és gyorsvillamos-hálózatok listája
A villamos- és gyorsvillamos-hálózatok listája a világ megszűnt, működő és tervezett villamos- és gyorsvillamos-hálózatait (angolul: LRT) tartalmazza kontinensenkénti és országonkénti bontásban.

## Afrika

### Algéria
| Hálózat                      | Város(ok) | Megnyitás | Megszűnés | Státusz | Megjegyzés |
| ---------------------------- | --------- | --------- | --------- | ------- | ---------- |
| Algír villamosvonal-hálózata | Algír     | 2011      | –         | működő  |            |

### Marokkó
| Hálózat                           | Város(ok)  | Megnyitás | Megszűnés | Státusz | Megjegyzés |
| --------------------------------- | ---------- | --------- | --------- | ------- | ---------- |
| Casablanca villamosvonal-hálózata | Casablanca | 2012      | –         | működő  |            |

## Ázsia

### Egyesült Arab Emírségek
| Hálózat                      | Város(ok) | Megnyitás | Megszűnés | Státusz | Megjegyzés                        |
| ---------------------------- | --------- | --------- | --------- | ------- | --------------------------------- |
| Dubaj villamosvonal-hálózata | Dubaj     | 2014      | –         | működő  | két, egymástól független rendszer |

### Izrael
| Hálózat                           | Város(ok)  | Megnyitás        | Megszűnés | Státusz | Megjegyzés                              |
| --------------------------------- | ---------- | ---------------- | --------- | ------- | --------------------------------------- |
| Jeruzsálem villamosvonal-hálózata | Jeruzsálem | 2011             | –         | működő  | gyorsvillamos                           |
| Tel-Aviv villamosvonal-hálózata   | Tel-Aviv   | 2021 (tervezett) | –         | épülő   | gyorsvillamos, föld alatti szakaszokkal |

## Európa

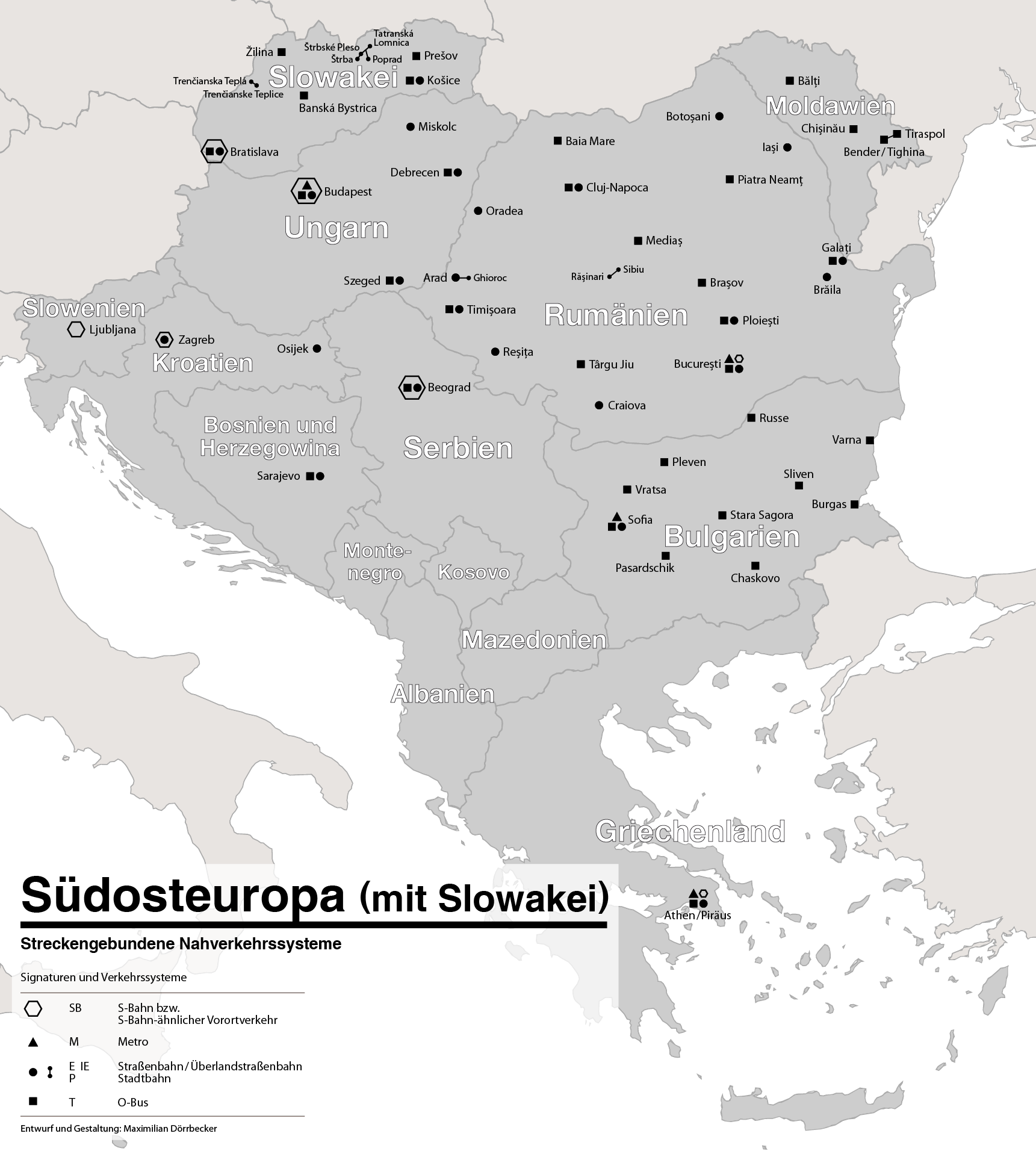
Kötött pályás városi és elővárosi közösségi közlekedési rendszerek Délkelet-Európában (2011)

### Ausztria
| Hálózat                           | Város(ok)          | Megnyitás | Megszűnés | Státusz  | Megjegyzés |
| --------------------------------- | ------------------ | --------- | --------- | -------- | ---------- |
| Bécs villamosvonal-hálózata       | Bécs               | 1897      | –         | működő   | villamos   |
| Graz villamosvonal-hálózata       | Graz               | 1897      | -         | működő   | villamos   |
| Linz villamosvonal-hálózata       | Linz               | 1897      | -         | működő   | villamos   |
| Gmunden villamosvonal-hálózata    | Gmunden            | 1894      | -         | működő   | villamos   |
| Innsbruck villamosvonal-hálózata  | Innsbruck          |           | -         | működő   | villamos   |
| Dornbirn–Lustenau villamosvonal   | Dornbirn, Lustenau | 1902      | 1938      | megszűnt | villamos   |
| Klagenfurt villamosvonal-hálózata | Klagenfurt         | 1911      | 1963      | megszűnt | villamos   |
| Salzburg villamosvonal-hálózata   | Salzburg           | 1909      | 1949      | megszűnt | villamos   |
| St. Pölten villamosvonal-hálózata | Sankt Pölten       | 1911      | 1976      | megszűnt | villamos   |
| Unterach villamosvonal-hálózata   | Unterach           | 1907      | 1940      | megszűnt | villamos   |
| Ybbs villamosvonal-hálózata       | Ybbs an der Donau  | 1906      | 1953      | megszűnt | villamos   |

### Bosznia-Hercegovina
| Hálózat                          | Város(ok) | Megnyitás | Megszűnés | Státusz | Megjegyzés                                 |
| -------------------------------- | --------- | --------- | --------- | ------- | ------------------------------------------ |
| Szarajevó villamosvonal-hálózata | Szarajevó | ?         | –         | működő  | villamos (lóvontatással 1885-től működött) |

### Bulgária

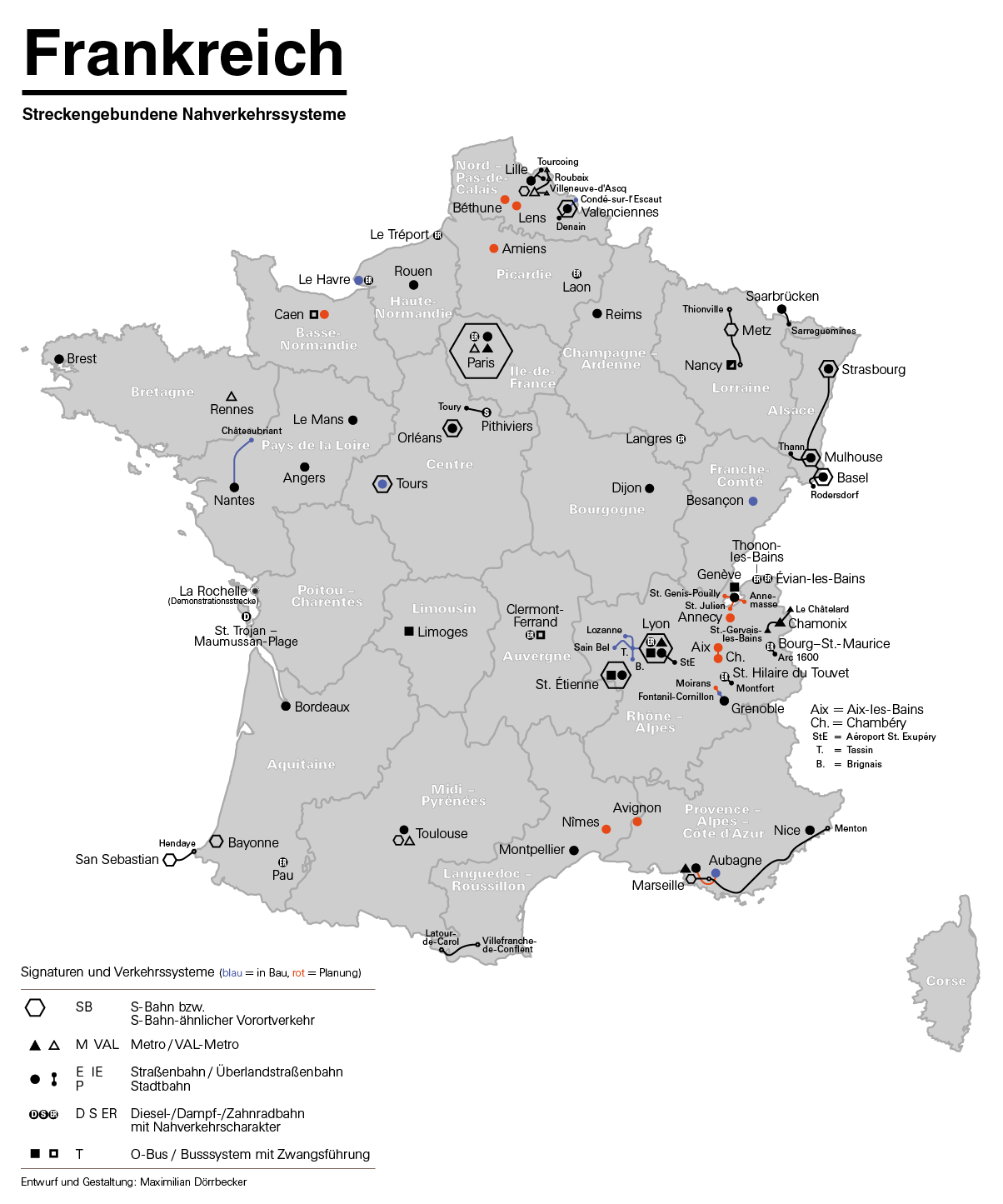
Kötött pályás városi és elővárosi közösségi közlekedési rendszerek Franciaországban (2006)

| Hálózat                       | Város(ok) | Megnyitás | Megszűnés | Státusz | Megjegyzés |
| ----------------------------- | --------- | --------- | --------- | ------- | ---------- |
| Szófia villamosvonal-hálózata | Szófia    | 1901      | –         | működő  | villamos   |

### Csehország
| Hálózat                                 | Város(ok)      | Megnyitás | Megszűnés | Státusz | Megjegyzés |
| --------------------------------------- | -------------- | --------- | --------- | ------- | ---------- |
| Brno villamosvonal-hálózata             | Brno           | 1869      | –         | működő  |            |
| Liberec villamosvonal-hálózata          | Liberec        | 1897      | –         | működő  |            |
| Most és Litvínov villamosvonal-hálózata | Most, Litvínov | 1901      | –         | működő  |            |
| Olomouc villamosvonal-hálózata          | Olomouc        | 1899      | –         | működő  |            |
| Ostrava villamosvonal-hálózata          | Ostrava        | 1894      | –         | működő  |            |
| Plzeň villamosvonal-hálózata            | Plzeň          | 1899      | –         | működő  |            |
| Prága villamosvonal-hálózata            | Prága          | 1875      | –         | működő  |            |

### Egyesült Királyság
| Hálózat                       | Város(ok) | Megnyitás | Megszűnés | Státusz | Megjegyzés                                                |
| ----------------------------- | --------- | --------- | --------- | ------- | --------------------------------------------------------- |
| London villamosvonal-hálózata | London    | 2000      | –         | működő  | villamos (Tramlink), a város déli területeit szolgálja ki |

### Franciaország
| Hálózat                              | Város(ok)     | Megnyitás | Megszűnés | Státusz | Megjegyzés                            |
| ------------------------------------ | ------------- | --------- | --------- | ------- | ------------------------------------- |
| Brest villamosvonal-hálózata         | Brest         | 2012      | –         | működő  | 1898–1944 között is működött villamos |
| Île-de-France villamosvonal-hálózata | Párizs        | 1992      | –         | működő  | 1855–1938 között is működött villamos |
| Saint-Étienne villamosvonal-hálózata | Saint-Étienne | 1881      | –         | működő  |                                       |

### Görögország
| Hálózat                      | Város(ok) | Megnyitás | Megszűnés | Státusz | Megjegyzés                                                              |
| ---------------------------- | --------- | --------- | --------- | ------- | ----------------------------------------------------------------------- |
| Athén villamosvonal-hálózata | Athén     | 2004      | –         | működő  | 1908–1960 között is működött villamos (lóvontatással 1882-től működött) |

### Horvátország
| Hálózat                          | Város(ok)       | Megnyitás | Megszűnés | Státusz  | Megjegyzés                                 |
| -------------------------------- | --------------- | --------- | --------- | -------- | ------------------------------------------ |
| Dubrovnik villamosvonal-hálózata | Dubrovnik       | 1910      | 1970      | megszűnt | villamos                                   |
| Eszék villamosvonal-hálózata     | Eszék           | 1926      | –         | működő   | villamos (lóvontatással 1884-től működött) |
| Fiume villamosvonal-hálózata     | Fiume           | 1899      | 1952      | megszűnt | villamos                                   |
| Opatija villamosvonal-hálózata   | Opatija, Lovran | 1908      | 1933      | megszűnt | villamos                                   |
| Póla villamosvonal-hálózata      | Póla            | 1904      | 1934      | megszűnt | villamos                                   |
| Zágráb villamosvonal-hálózata    | Zágráb          | 1910      | –         | működő   | villamos (lóvontatással 1891-től működött) |

### Írország
| Hálózat                       | Város(ok) | Megnyitás | Megszűnés | Státusz | Megjegyzés                                                                            |
| ----------------------------- | --------- | --------- | --------- | ------- | ------------------------------------------------------------------------------------- |
| Dublin villamosvonal-hálózata | Dublin    | 2004      | –         | működő  | villamos (lóvontatással 1872-től működött), 1949-ben a teljes hálózatot felszámolták) |

### Magyarország
| Hálózat                            | Város                   | Megnyitás | Megszűnés | Státusz  | Megjegyzés                                                         |
| ---------------------------------- | ----------------------- | --------- | --------- | -------- | ------------------------------------------------------------------ |
| Budapest villamosvonal-hálózata    | Budapest                | 1887      | –         | működő   | villamos                                                           |
| Debrecen villamosvonal-hálózata    | Debrecen                | 1911      | –         | működő   | villamos (gőzvontatással 1884-től működött)                        |
| Miskolc villamosvonal-hálózata     | Miskolc                 | 1897      | –         | működő   | villamos                                                           |
| Nyíregyháza villamosvonal-hálózata | Nyíregyháza             | 1905      | 1969      | megszűnt | villamos (a Nyírvidéki Kisvasút része volt)                        |
| Pécs villamosvonal-hálózata        | Pécs                    | 1913      | 1960      | megszűnt | villamos                                                           |
| Sopron villamosvonal-hálózata      | Sopron                  | 1900      | 1923      | megszűnt | villamos                                                           |
| Szeged villamosvonal-hálózata      | Szeged Hódmezővásárhely | 1908      | –         | működő   | villamos, Szeged–Hódmezővásárhely tram-train dízel-villamos hibrid |
| Szombathely villamosvonal-hálózata | Szombathely             | 1897      | 1974      | megszűnt | villamos                                                           |

### Moldova
| Hálózat                         | Város(ok) | Megnyitás | Megszűnés | Státusz  | Megjegyzés                                 |
| ------------------------------- | --------- | --------- | --------- | -------- | ------------------------------------------ |
| Chișinău villamosvonal-hálózata | Chișinău  | 1914      | 1961      | megszűnt | villamos (lóvontatással 1888-tól működött) |

### Norvégia

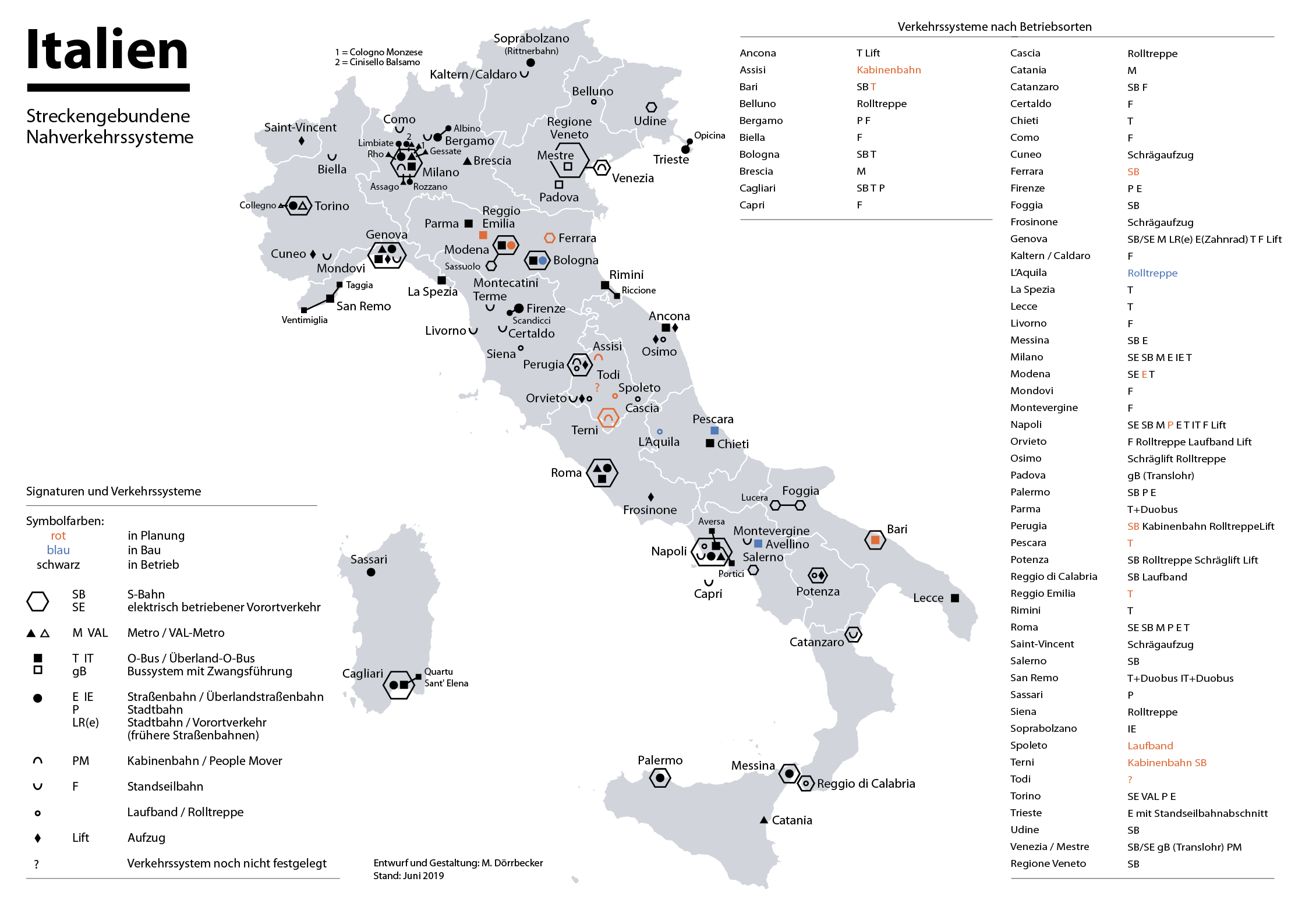
Kötött pályás városi és elővárosi közösségi közlekedési rendszerek Olaszországban (2006)

| Hálózat                       | Város(ok) | Megnyitás | Megszűnés | Státusz | Megjegyzés                            |
| ----------------------------- | --------- | --------- | --------- | ------- | ------------------------------------- |
| Bergen villamosvonal-hálózata | Bergen    | 2010      | –         | működő  | 1897–1965 között is működött villamos |

### Olaszország
| Hálózat                         | Város(ok)              | Megnyitás | Megszűnés | Státusz | Megjegyzés |
| ------------------------------- | ---------------------- | --------- | --------- | ------- | --- |
| Bergamo villamosvonal-hálózata  | Bergamo                | 2009      | –         | működő  | 1898–1958 között is működött villamos (lóvontatással 1875-től, gőzvontatással 1884 és 1931 között működött)   |
| Cagliari villamosvonal-hálózata | Cagliari               | 2008      | –         | működő  | gyorsvillamos meglévő vasúti pályán; 1915–1973 között is működött villamos (gőzvontatással 1888-tól működött) |
| Opicinai villamos               | Trieszt, Villa Opicina | 1902      | –         | működő  | villamos, egy szakaszon siklóként közlekedik                                                                  |

### Portugália
| Hálózat                          | Város(ok) | Megnyitás     | Megszűnés | Státusz | Megjegyzés                                                                |
| -------------------------------- | --------- | ------------- | --------- | ------- | ------------------------------------------------------------------------- |
| Lisszabon villamosvonal-hálózata | Lisszabon | 1901          | –         | működő  | 1873. november 17-én indult, mint lóvasút                                 |
| Porto villamosvonal-hálózata     | Porto     | 1895 ? 1896 ? | –         | működő  | Lóvontatással 1872-től 1904-ig.                                           |
| Sintra villamosvonal-hálózata    | Sintra    | 1904          | –         | működő  | 1975-ben bezárt, majd 1980-ban újraindult, mint turisztikai látványosság. |

### Románia
| Hálózat                              | Város(ok)           | Megnyitás        | Megszűnés      | Státusz  | Megjegyzés |
| ------------------------------------ | ------------------- | ---------------- | -------------- | -------- | --- |
| Arad villamosvonal-hálózata          | Arad                | 1946             | –              | működő   | villamos (lóvontatással 1869 és 1929 között, hadizsákmány odesszai villamoskocsikkal 1941 és 1944 között működött) |
| Botosán villamosvonal-hálózata       | Botosán             | 1991             | 2020 július 31 | működő   | villamos |
| Brăila villamosvonal-hálózata        | Brăila              | 1900             | –              | működő   | villamos |
| Brassó villamosvonal-hálózata        | Brassó              | 1987             | 2006           | megszűnt | villamos (gőzvontatással 1890 és 1960 között működött)                                                             |
| Bukarest villamosvonal-hálózata      | Bukarest            | 1894             | –              | működő   | villamos és gyorsvillamos (lóvontatással 1871-től működött)                                                        |
| Craiova villamosvonal-hálózata       | Craiova             | 1987             | –              | működő   | villamos |
| Galați villamosvonal-hálózata        | Galați              | 1900             | –              | működő   | villamos |
| Jászvásár villamosvonal-hálózata     | Jászvásár           | 1900             | –              | működő   | villamos |
| Kolozsvár villamosvonal-hálózata     | Kolozsvár           | (1893–1902) 1987 | –              | működő   | villamos |
| Konstanca villamosvonal-hálózata     | Konstanca           | 1984             | 2009           | megszűnt | villamos (gőzvontatással 1905-től, hadizsákmány odesszai villamoskocsikkal 1944-ben működött)                      |
| Nagyvárad villamosvonal-hálózata     | Nagyvárad           | 1906             | –              | működő   | villamos |
| Nagyszeben villamosvonal-hálózata    | Nagyszeben, Resinár | 1905             | 2011           | megszűnt | a hálózat nagy részét 1983-ban bezárták, csak a Nagyszeben–Resinár vonal maradt meg, amely 2011-ig közlekedett.    |
| Ploiești villamosvonal-hálózata      | Ploiești            | 1987             | –              | működő   | villamos |
| Resicabánya villamosvonal-hálózata   | Resicabánya         | 1988             | 2011           | megszűnt | villamos |
| Szatmárnémeti villamosvonal-hálózata | Szatmárnémeti       | 1900             | 1906           | megszűnt | villamos (gőzvontatással 1900-ban működött)                                                                        |
| Temesvár villamosvonal-hálózata      | Temesvár            | 1869             | –              | működő   | villamos (lóvontatással 1869-től működött)                                                                         |

### Szerbia
| Hálózat                         | Város(ok) | Megnyitás | Megszűnés | Státusz  | Megjegyzés                                 |
| ------------------------------- | --------- | --------- | --------- | -------- | ------------------------------------------ |
| Belgrád villamosvonal-hálózata  | Belgrád   | 1894      | –         | működő   | villamos (lóvontatással 1892-től működött) |
| Niš villamosvonal-hálózata      | Niš       | 1930      | 1958      | megszűnt | villamos                                   |
| Szabadka villamosvonal-hálózata | Szabadka  | 1897      | 1974      | megszűnt | villamos                                   |
| Újvidék villamosvonal-hálózata  | Újvidék   | 1911      | 1958      | megszűnt | villamos                                   |

### Szlovákia
| Hálózat                             | Város(ok)                                  | Megnyitás | Megszűnés | Státusz  | Megjegyzés                                              |
| ----------------------------------- | ------------------------------------------ | --------- | --------- | -------- | ------------------------------------------------------- |
| Csorbatói Fogaskerekű Vasút         | Csorba, Csorbató                           | 1896      | –         | működő   | fogaskerekű vasút                                       |
| Hőlak–trencsénteplici villamosvasút | Trencsénteplic, Hőlak                      | 1909      | 2011      | megszűnt | helyközi elektromos vasút                               |
| Kassa villamosvonal-hálózata        | Kassa                                      | 1914      | –         | működő   | villamos (lóvontatással 1891-től működött)              |
| Pozsony villamosvonal-hálózata      | Pozsony                                    | 1895      | –         | működő   | villamos                                                |
| Tátrai villamosvasút                | Poprád, Ótátrafüred, Csorbató, Tátralomnic | 1912      | –         | működő   | államvasút által üzemeltetett helyközi elektromos vasút |

### Szlovénia
| Hálózat                          | Város(ok) | Megnyitás | Megszűnés | Státusz  | Megjegyzés |
| -------------------------------- | --------- | --------- | --------- | -------- | ---------- |
| Ljubljana villamosvonal-hálózata | Ljubljana | 1901      | 1958      | megszűnt | villamos   |
| Piran villamosvonal-hálózata     | Piran     | 1912      | 1953      | megszűnt | villamos   |

### Törökország
| Hálózat                          | Város(ok) | Megnyitás | Megszűnés | Státusz | Megjegyzés                                 |
| -------------------------------- | --------- | --------- | --------- | ------- | ------------------------------------------ |
| Isztambul villamosvonal-hálózata | Isztambul | 1914      | –         | működő  | villamos (lóvontatással 1871-től működött) |

### Ukrajna
| Hálózat                            | Város(ok)   | Megnyitás            | Megszűnés | Státusz | Megjegyzés                                                                         |
| ---------------------------------- | ----------- | -------------------- | --------- | ------- | ---------------------------------------------------------------------------------- |
| Lviv villamosvonal-hálózata        | Lviv        | 1894. május 31.      | –         | működő  | Nyomtáv: 1000 mm.                                                                  |
| Zsitomir villamosvonal-hálózata    | Zsitomir    | 1899. szeptember 3.  | –         | működő  | Nyomtáv: 1000 mm. 1918 és 1920 között nem működött.                                |
| Vinnicija villamosvonal-hálózata   | Vinnicja    | 1913. október 28.    | –         | működő  | Nyomtáv: 1000 mm. 1920 és 1921, 1944 és 1945 között nem működött.                  |
| Odessza villamosvonal-hálózata     | Odessza     | 1910. szeptember 24. | –         | működő  | Nyomtáv: 1520 mm. 1919 és 1921 között nem működött.                                |
| Kijev villamosvonal-hálózata       | Kijev       | 1892. június 13.     | –         | működő  | Nyomtáv: 1520 mm. Az első villamos az Orosz Birodalom területén.                   |
| Mikolajiv villamosvonal-hálózata   | Mikolajiv   | 1915. január 3.      | –         | működő  | Nyomtáv: 1520 mm. 1918 és 1922 között nem működött.                                |
| Konotop villamosvonal-hálózata     | Konotop     | 1949. december 25.   | –         | működő  | Nyomtáv: 1520 mm.                                                                  |
| Krivij Rih villamosvonal-hálózata  | Krivij Rih  | 1935. január 2.      | –         | működő  | Nyomtáv: 1520 mm. 1941 és 1946 között nem működött.                                |
| Kamjanszke villamosvonal-hálózata  | Kamjanszke  | 1935. november 27.   | –         | működő  | Nyomtáv: 1520 mm.                                                                  |
| Dnyipro villamosvonal-hálózata     | Dnyipro     | 1897. június 26.     | –         | működő  | Nyomtáv: 1520 mm. 1919 és 1921 között nem működött.                                |
| Zaporizssja villamosvonal-hálózata | Zaporizzsja | 1932. július 17.     | –         | működő  | Nyomtáv: 1520 mm. 1943 és 1944 között nem működött.                                |
| Harkiv villamosvonal-hálózata      | Harkiv      | 1906. július 6.      | –         | működő  | Nyomtáv: 1520 mm. 1920 és 1921 között nem működött.                                |
| Druzskivka villamosvonal-hálózata  | Druzskivka  | 1945. december 5.    | –         | működő  | Nyomtáv: 1520 mm.                                                                  |
| Jevpatorija villamosvonal-hálózata | Jevpatorija | 1914. május 23.      | –         | működő  | Nyomtáv: 1000 mm. 1919 és 1923, 1941 és 1944, és 1944 és 1947 között nem működött. |
| Mariupol villamosvonal-hálózata    | Mariupol    | 1933. május 1.       | –         | működő  | Nyomtáv: 1520 mm. 2022 és 2023 között nem működött.                                |
| Doneck villamosvonal-hálózata      | Doneck      | 1928. június 15.     | –         | működő  | Nyomtáv: 1520 mm.                                                                  |
| Horlivka villamosvonal-hálózata    | Horlivka    | 1932. november 7.    | –         | működő  | Nyomtáv: 1520 mm.                                                                  |
| Jenakijeve villamosvonal-hálózata  | Jenakijeve  | 1932. május 24.      | –         | működő  | Nyomtáv: 1520 mm. 1941-44 között nem működött.                                     |
| Luhanszk villamosvonal-hálózata    | Luhanszk    | 1934. május 3.       | –         | működő  | Nyomtáv: 1520 mm. 1942 és 1944 között, valamint 2014-ben nem működött              |

## Fordítás
- Ez a szócikk részben vagy egészben a List of tram and light-rail transit systems című angol Wikipédia-szócikk ezen változatának fordításán alapul.  Az eredeti cikk szerkesztőit annak laptörténete sorolja fel. Ez a jelzés csupán a megfogalmazás eredetét és a szerzői jogokat jelzi, nem szolgál a cikkben szereplő információk forrásmegjelöléseként.
- Ez a szócikk részben vagy egészben a List of town tramway systems in Europe című angol Wikipédia-szócikk ezen változatának fordításán alapul.  Az eredeti cikk szerkesztőit annak laptörténete sorolja fel. Ez a jelzés csupán a megfogalmazás eredetét és a szerzői jogokat jelzi, nem szolgál a cikkben szereplő információk forrásmegjelöléseként.